# Курченко, Александр Петрович
Александр Петрович Курченко  (род. 10 сентября 1939) — композитор и музыковед. Заслуженный деятель искусств Российской Федерации (1997)
Уроженец села Успенка Тандинского района Тувы, по материнской линии потомок местных старообрядцев, Александр стал старшим сыном в семье школьных учителей.

## Биография
Родился 10 сентября 1939 года в селе Успенка Тувинской Народной Республики. Он — выпускник историко-филологического факультета Московского педагогического института им. В. И. Ленина (1961), историко-теоретического факультета Новосибирской государственной консерватории им. М. И. Глинки у преподавателя А. Н. Котляровского (1967), Новосибирской государственной консерватории им. М. И. Глинки по классу композиции Г. Н. Иванова и А. Ф. Яковлева (1968), аспирант Московской государственной консерватории им. П. И. Чайковского (кафедры истории русской музыки по руководством Б. М. Ярустовского).
С 1962 по 1971 годы преподавал в Новосибирской консерватории, с 1975 года — в Московском государственном университете культуры и искусства (МГУКИ).
Его произведения прочно опираются на интонационное богатство фольклора — тувинского, русского и сибирского: фантазия «Анчы-арат» (1972), поэмы «Кызыл-Чыраа» (1972), «Слово арата» (1973) и т. д.
Автор статей по вопросам развития русской музыки, советской музыкальной культуры, создатель произведений для русского народного оркестра, ансамблей русских народных инструментов и сольных пьес для них же.
А. Курченко много лет был председателем комиссии музыки для народных инструментов в Союзе композиторов г. Москвы.

## Сочинения
- фантазия «Анчы-арат»(1972)
- поэма «Кызыл-Чыраа» (1972)
- поэма «Слово арата» (1973)
- сюита «Кызылские картинки» (1973)
- для оркестра народных инструментов «Восемь тувинских народных песен» (1966)
- увертюра «Ермак» (1969)
- увертюра «Шеми» (1971) и др.